# 미크로헬리엘라
미크로헬리엘라(Microheliella)는 2012년에 처음 기술된 유일종 미크로헬리엘라 마리스(M. maris)을 포함하고 있는 원생생물 단형속이다. 더 광범위한 분류를 어렵게 하는 비정상적인 형태학적 특징을 다양하게 갖고 있다. 시각적으로 유사한 원생생물보다 2개의 동심형의 과립형 껍질이 있는 중심체와 좀더 단순한 구조를 포함하고 있다. 최근의 계통발생학적 분석은 마이크로헬리다가 크립티스타의 자매군이고, 원시색소체생물군의 자매군로서 pancryptista 계통군을 형성함을 시사한다.